# Trapania sanctipetrensis
Trapania sanctipetrensis is een slakkensoort uit de familie van de Goniodorididae. De wetenschappelijke naam van de soort is voor het eerst geldig gepubliceerd in 2000 door Cervera, Garcia-Gomez & Megina.